# Aude (Schriftstellerin)
Aude (* 22. Juni 1947 in Montréal; † 25. Oktober 2012 in Québec; gebürtig Claudette Charbonneau) war das Pseudonym der frankokanadischen Schriftstellerin Claudette Charbonneau-Tissot.

## Leben und Schaffen
Aude wurde 1947 als Claudette Charbonneau, Tochter der Sekretärin Aurore Lemire und des Getreidegroßhändlers René Charbonneau, in Montréal geboren. Sie studierte Französische Literatur an der Université de Montréal und kreatives Schreiben an der Université Laval. 1985 promovierte sie an der Université Laval in französischer Literatur. Ab 1977 unterrichtete sie am Collège d’enseignement général et professionnel François-Xavier Garneau.
Aude schrieb für verschiedene Zeitschriften, u. a. für La Barre du jour und Châtelaine. Einige ihrer Texte erschienen unter ihrem bürgerlichen Namen. Cet imperceptible mouvement, der erfolgreichste ihrer Kurzgeschichtenbände, wurde 1997 mit dem Governor General’s Award for Fiction ausgezeichnet. Darüber hinaus standen ihre Werke auf der Shortlist zahlreicher Preise, u. a. des Prix de l’Académie des lettres du Québec, Prix France-Québec, Prix Paris-Québec, Canada Council Molson Prize und des Prix Archambault.
Audes letzter Kurzgeschichtenband Éclats de lieux erschien wenige Wochen vor ihrem Tod. Sie starb 2012 an Leukämie.

## Werke
Romane
- L’Assembleur (1985)
- La Chaise au fond de l’œil (1997)
- L’Enfant migrateur (1998)
- L’Homme au complet (1999)
- Quelqu’un (2002)
- Chrysalide (2006)

Kurzgeschichten
- Contes pour hydrocéphales adultes (1974)
- La Contrainte (1976)
- Banc de brume, ou Les Aventures de la petite fille que l’on croyait partie avec l’eau du bain (1987)
- Cet imperceptible mouvement (1997)
- Éclats de lieux (2012)

Kinderliteratur
- Les Petites Boîtes (1983)

## Ehrungen
- 1997 Governor General’s Award für Cet imperceptible mouvement
- 1999 Prix des lectrices der Elle Québec für L’enfant migrateur[3]
- 2008 wurde sie posthum Ehrenpräsidentin des nach ihr benannten Centre Aude d’études sur la nouvelle (CAEN) zur Förderung des Erzählgenres Kurzgeschichte.[4]

## Trivia
Für die Übertragung von Cet imperceptible mouvement ins Englische (The Indiscernible Movement) erhielt Jill Cairns 1999 den John Glassco Translation Prize.